# Топография
Топографията (на гръцки: τόπος, топос – място и γραφία, графия – пиша) е приложна наука, изучаваща и прилагаща методите за изображение на географските и геометричните елементи от земната повърхност.
В резултат на топографска дейност се изчертават топографски карти или планове с изобразяване на релефа чрез хоризонталите, ситуацията върху заснетата част и се изписват наименования на местности, населени места, реки, надморска височина на характерни височини.
Топографията е наука, заимстваща както методи на картографията за изучаване проблемите за картографиране, така и методи на геодезията по измерване и определяне на геометрични характеристики на обекта върху земната повърхност.

## Продукт на топографията
Основен продукт на топографската дейност е създаването на топографски карти, които точно и подробно в мащаб да изобразяват особеностите на заснетата земна повърхност.
В България за първи път такива системни топографски измервания са проведени от руски топографи по време на Руско-турската освободителна война през 1877 – 1878 г. По-късно от военни картографи са разработени средномащабни карти, а понастоящем в архивите на „Геокартфонд“ се съхраняват едромащабните карти 1:50 000, 1:25 000 и завършената преди около 30 години карта 1:5000 (1 cm от картата – 50 m от местността). Дейността по създаването и актуализирането на топографските карти се изпълнява от проектантска организация ПО „Геопланпроект“.

## Методи на топографията
За картиране на части от земната повърхност се използват следните методи:
- Ръчни методи за наземна снимка, извършвани с оптични геодезически инструменти. Основните технически средства са кипрегел и теодолит-тахиметър. Технологията на заснемане и обработка на топографския оригинал е различна и в зависимост от методите има съответно два вида топографски снимки – мензулна и тахиметрична.
- Фотограметрични методи – използват методите на фотограметрията и апаратурата създадена за стереоскопично наблюдаване на заснети от земята снимки със застъпване (при точно измерена база), или аерофотоснимки от самолет или космическа техника. Благодарение на стереоефекта от фотоснимките, полученият триизмерен модел в стереопланиграфите (използвани в България) на земната повърхност, позволява с инструменталната светлинна марка да се обхожда терена с еднаква надморска височина, т.е. симулира се хоризонтална равнина. Посредством механичните системи на стереопланиграфа, плъзгането по „терена“ или позиционирането върху определена точка от фотоизображението, резултатите се маркират като се изписват върху топографски оригинал в една равнина с две координати. Машинно получения топографски оригинал подлежи на ръчна дообработка (изглаждане изписването на хоризонталите на земните форми) и контролна проверка на място.

Материалите от спътниковите космически снимки се използват за направата на малкомащабни предимно обзорни топографски карти за малко изучена земна повърхност. Те са база за проучвания и последваща аерофотоснимка или ръчна наземна топографска дейност. Посредством радар, сонар, лазерни и други далекомерни средства, се прави и дистанционно електронно измерване, с което се създават т. нар. цифрови модели на релефа. Това са матрични модели с координати и геометрични характеристики, записани в цифрова форма и с възможност за обработка с ЕИМ. Те са особено полезни при проектиране на големи инфраструктурни обекти – пътища, електродалекопроводи, тръбопроводи.

## База за топографски дейности

### Опорна мрежа
За заснемането на земната повърхност, предварително се прави геодезична опорна мрежа в заснемания район. На базата на създадената републиканска триангулачна мрежа и нивелачни репери, определящи надморската височина на обекти, е възможно да се направят полигонови мрежи или геодезични засечки за определяне на координатите и надморската височина на работни станции за заснемане, като те са от клас по-нисък от тези в националната триангулачна мрежа. Изграждането на допълнителната опорна мрежа с по-голяма гъстота е необходими за провеждане на непосредственото заснемане на терена.

### Използване на тригонометрията
Определянето на надморската височина на коя да е точка от терена, става чрез използването на измерения вертикален ъгъл и разстояние с измерителните инструменти и прилагането на тригонометричните функции. Тригонометрията и тригонометричните функции се използват и при проектирането на нагънатия земен релеф върху равнината на картата. В този смисъл измерените действителни разстояния по един склон, например, трябва да се преизчислят. За целта се използват измерените от зрителната тръба вертикален ъгъл и разстояние с отсечката от латата. Чрез тригонометричните функции се изчислява заложението, т.е разстоянието от измервателната станция до точката от терена проектирана върху хоризонталната равнина, която се нанася върху равнината на картата. От прилагането на този метод се вижда, че колкото земния терен е по-стръмен, толкова вертикалният ъгъл е по-голям и разстоянието (заложението) върху картния лист е по-малко.

## Графични символи
При създаването на топографските карти, топографията използва графични символи за обозначаване на характерни елементи от наземната ситуация и изобразяване на релефа:
- Хоризонтали – изобразяват точките от земната повърхност с еднаква надморска височина. Представляват непрекъснати линии.
- Със символи се означават насаждения, пасища, мочурища, храсти, гори, пътеки, пътища и др.
- Скали, земни пирамиди или други подобни характерни земни форми се рисуват с тяхната видима форма.
- С цифри и знак са маркирани котите на характерни възвишения.
- С букви с различен шрифт и размер се изписват наименования на населени места, наименование на местности, реки и др.